# 2023 en Inde
Chronologie de l'Inde
- 2019
- 2020
- 2021
- 2022
- 2023
- 2024
- 2025
- 2026
- 2027

- Cette page concerne des événements qui se sont produits durant l'année 2023 du calendrier grégorien en Inde.

## Gouvernement
- Président : Droupadi Murmu
- Vice-Président : Jagdeep Dhankhar
- Premier ministre : Narendra Modi

## Événements

### Janvier
- 2 janvier : La Cour suprême de l'Inde confirme la légalité de la décision du gouvernement de démonétiser tous les billets de 500 ₹ et 1 000 ₹ de la série Mahatma Gandhi en 2016[1].
- 4 janvier : La Commission indienne de la concurrence rejette un appel de Google concernant sa décision d'octobre selon laquelle la position dominante de Google sur le marché des moteurs de recherche et le contrôle de la boutique d'applications Android violaient les lois antitrust indiennes[2].
- 13 au 29 janvier : Coupe du monde masculine de hockey sur gazon 2023.
- 18 janvier : Plusieurs lutteuses indiennes, notamment Bajrang Punia, Vinesh Phogat et Sakshi Malik, protestent au Jantar Mantar de New Delhi contre la Fédération de Lutte de l'Inde (en) (WFI). Vinesh Phogat accuse le président du WFI, Brij Bhushan Sharan Singh (en), de harcèlement sexuel[3].

### Février
- 26 février : Manish Sisodia (en), vice-ministre en chef de Delhi, est arrêté par le Bureau central d'enquête dans une affaire d'arnaque aux alcools[4].
- 28 février : Manish Sisodia et le politicien Satyendra Kumar Jain (en) démissionnent de leurs postes ministériels à la suite de leurs arrestations[5].

### Mars
- 18 mars : La police du Pendjab lance une campagne de répression contre le « Waris Punjab De (en) », une organisation basée au Pendjab, dirigée par le séparatiste radical sikh, Amritpal Singh (en), arrêtant 78 personnes et en arrêtant plusieurs autres pour les interroger. Le nombre final d'arrestations aurait été de 112[6].
- 23-24 mars : Rahul Gandhi est exclu du Lok Sabha après avoir été reconnu coupable de diffamation. Gandhi est ensuite condamné à deux ans de prison[7].
- 31 mars : Trente-six personnes sont tuées et 17 autres blessées lorsqu'un puits à degrés (Bâoli) s'effondre lors de prières dans un temple hindou à Indore (Madhya Pradesh)[8].

### Avril
- 1er avril : Une nouvelle loi relative à l'impôt sur le revenu entre en vigueur. Il s'agit d'un changement important par rapport à l'ancienne loi de 1961 et contient une disposition controversée de « taxe providentielle » visant à capter une partie des revenus entrant dans le pays provenant des investisseurs étrangers finançant les start-ups indiennes[9].
- 4 avril : Sept personnes sont tuées et onze autres sont blessées dans une avalanche à Nathu La (Sikkim)[10].
- 12 avril : Quatre soldats sont tués dans une fusillade massive dans une base militaire du Pendjab. Les autorités affirment que la fusillade n'est pas liée au terrorisme[11].
- 15 avril :
  - Treize personnes sont tuées et 29 autres blessées lorsqu'un bus tombe dans une gorge à Raigad (Maharashtra)[12].
  - Le gangster Atiq Ahmed (en) et son frère Ashraf Ahmed ont été tués lors d'une fusillade à Prayagraj[13].
- 26 avril : L'Inde dépasse la Chine en nombre d'habitants et devient donc le pays le plus peuplé du monde selon l'ONU, avec 1,4286 milliard d'habitants.

### Mai
- 3 mai : Début des violences dans le Manipur.
- 19 mai : La Banque de réserve de l'Inde annonce qu'elle retirera tous les billets de 2 000 roupies en circulation d'ici septembre 2023[14].
- 28 mai :
  - La nouvelle Maison du Parlement à New Delhi (en) est inaugurée par le Premier ministre Narendra Modi.
  - 33 militants tribaux sont tués par des soldats lors d'une opération à Manipur, à la suite d'affrontements ethniques dans la région[15].
- 30 mai : Dix pèlerins de Vaishno Devi (en) sont tués et 57 autres sont blessés lors de la chute d'un bus d'un pont au Jammu-et-Cachemire[16].

### Juin
- 2 juin : L'accident ferroviaire d'Odisha fait au moins 275 morts.
- 17 juin : Au moins 96 personnes sont mortes lors d'une vague de chaleur qui a débuté deux jours auparavant dans les États de l'Uttar Pradesh et du Bihar[17].

### Juillet
- Inondations dans l'Inde du Nord.
- 1er juillet :
  - 26 passagers d'un bus meurent lorsqu'un bus prend feu sur l'autoroute Samruddhi à Buldhana (Maharashtra)[18].
  - L’État de l’Uttar Pradesh est frappé par une grave vague de chaleur, faisant au moins 121 morts dans deux villes. Les températures torrides ont entraîné des coups de chaleur et d'autres conditions connexes, provoquant une détresse généralisée et des victimes parmi la population touchée[19].
- 7 juillet : Le CBI arrête trois individus ; deux ingénieurs et un technicien ; qui seraient responsable de la collision des trains à Odisha[20].
- 23 juillet : Au moins 27 personnes sont tuées et 50 personnes sont disparues lors d'un glissement de terrain dans le district de Raigad[21].
- 31 juillet : Des violences communautaires éclatent dans le district de Mewat, dans l'Haryana, entre musulmans et hindous lors d'un pèlerinage annuel au Brajmandal Yatra organisé par le Vishva Hindu Parishad (VHP)[22].

### Août
- 23 août : la sonde indienne Chandrayaan-3 se pose avec succès sur la Lune.

### Septembre
- 9 et 10 septembre : sommet du G20 à New Delhi.

### Octobre
- 5 octobre au 19 novembre : Coupe du monde de cricket de 2023.

### Novembre
- 5 octobre au 19 novembre : Coupe du monde de cricket de 2023.
- 12 novembre : effondrement du tunnel de l'Uttarakhand dans l'Uttarakhand.
- 28 novembre :  en Inde, les sauveteurs parviennent à libérer les 41 travailleurs piégés dans l'effondrement du tunnel dans l'Uttarakhand[23].

## Cinéma
- Adipurush
- Baby
- Chengiz
- Le Fantôme de Canterville
- Farhana
- Jawan
- Kennedy
- Leo
- Maamannan
- Neymar
- Pathaan
- Rocky Aur Rani Kii Prem Kahaani
- Selfiee
- Tiger 3
- The Vaccine War

## Littérature
- Age of Vice (en), roman de Deepti Kapoor (en).
- R.A.W. Hitman: The Real Story of Agent Lima (en), roman de Hussain Zaidi.

## Sport
- Championnat d'Inde de football 2022-2023
- Championnat d'Inde de football 2023-2024
- Indian Super League 2022-2023
- Indian Super League 2023-2024
- Coupe du monde de cricket de 2023
- Championnat d'Inde de football